# Дабатский водопад
Дабатский водопад — водопад на реке Дабата, левом притоке реки Тиссы, впадающей в Оку, в Окинском районе республики Бурятия. Находится в 25 километрах от поселка Орлик.
Водопад каскадный, двухступенчатый, находится в 2—3 км от устья р. Дабата и формируется на отвесных уступах Окинского плоскогорья.
Максимальная высота свободного падения воды — 84 (85) метра. Общая высота водопада 1200 м.
Дабатский водопад хорошо виден с места впадения Дабата в Тиссу.